# Площадь Восстания (Таганрог)
Площадь Восстания — площадь в Таганроге.

## География
Площадь Восстания ограничена улицей Фрунзе, Смирновским переулком, Октябрьской улицей и выходящим на неё фасадом Железнодорожного вокзала с прилегающими к нему строениями.

## История
Расположена на территории бывшей Ярмарочной площади, которая простиралась в границах современной площади Восстания вплоть до Ярмарочного переулка (ныне — Гоголевский переулок). До 1860-х в данном месте находилась «выгонная земля» (для выпаса скота).

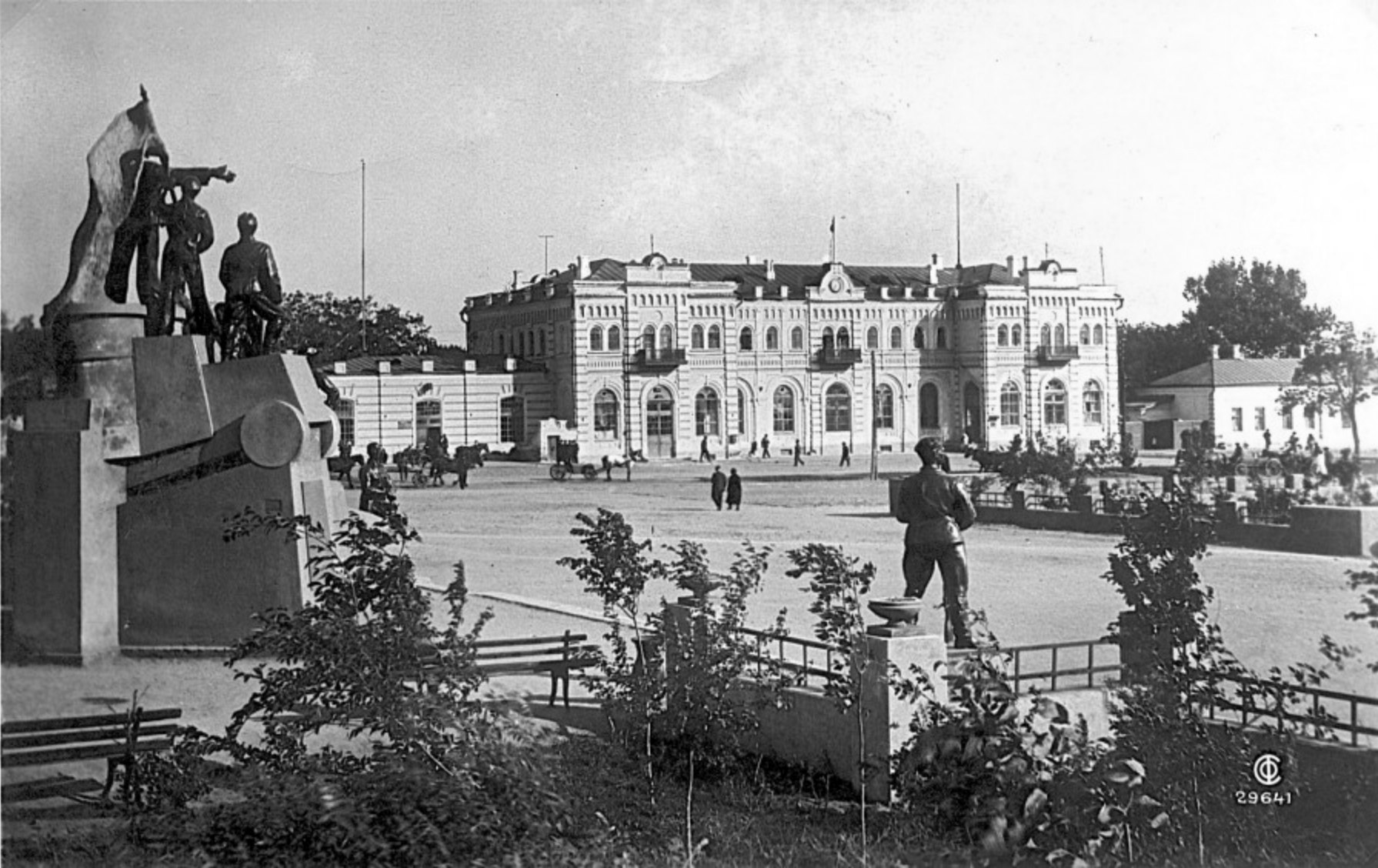
Памятник Ленину. Архитектор Д. Якерсон

С постройкой железной дороги и здания вокзала прилегающая территория стала быстро застраиваться. Со стороны Гимназической улицы (ныне — Октябрьская улица) площадь ограничивали двор Архангело-Михайловской церкви, здание гостиницы Рафтопуло (по фамилии последнего владельца), Дом А. Белова (ныне — городской радиоузел).
На месте сегодняшнего междугородного автовокзала находились лесные склады, велась торговля бондарными товарами. Вся Привокзальная площадь превратилась в торговое место, где были построены десятки лавочек и ларьков. В одном из них летом 1873 года торговали гимназисты братья Александр и Антон Чеховы. Проведение ежегодных ярмарок перешло ближе к вокзалу, и поэтому понятие «Ярмарочная площадь» с первоначального участка (между нынешними Гоголевским и Смирновским переулками) перешло на нынешнюю площадь Восстания. Посередине площади стоял один из городских эшопов (так простые таганрожцы называли столовые для бедноты), а в ярмарочные дни ещё устанавливались различные балаганы и карусели. Со стороны Кладбищенского переулка находились в 1910-е годы трактир «Саратов» и ночлежный дом Дрейта, заведения грязные и с плохой репутацией. Все эти постройки были снесены в основном в 1930-е годы, когда началось благоустройство площади.
В 1935 году здесь был разбит сквер и установлен памятник Ленину скульптора Д. Якерсона (уничтожен во время оккупации). В этом же году площадь получила новое название — площадь Восстания — в память о событиях январского вооружённого восстания 1918 года. Это название тогда не прижилось, таганрожцы продолжали называть площадь Привокзальной. Вторично название площадь Восстания было подтверждено 13 февраля 1958 года. В 1976 году здесь был установлен памятник «Паровоз».

## Памятники
- Памятник Ленину. Скульптор Д. Якерсон. Установлен в 1935 году. Уничтожен немецкими оккупантами в 1941 году[2].
- Памятник «Паровоз».

## Современное состояние
С 1990-х годов внутреннее пространство Привокзальной площади бурно застраивалось магазинами, кафетериями, ресторанами.
С 2002 по 2005 год площадь Восстания была реконструирована по проекту архитектора П. В. Бондаренко. Основной задачей реконструкции была прокладка через площадь новой автодороги для одностороннего движения машин с целью разгрузить транспортный поток по Смирновскому переулку вдоль рынка «Торговый ряд». Предприниматели, имевшие на площади свои точки, приняли долевое участие в строительстве, которое вела организация ООО «Воддорстрой».
В 2012 году перед зданием вокзала была построена и освящена часовня Казанской иконы Божьей Матери. Нагромождение новых зданий и сооружений вызывает критику со стороны специалистов в области архитектуры и градостроительства, считающих, что за новыми постройками площадь «просто исчезла».

## Цитаты
- «Трудно образно представить неосознанную „чересполосицу“ объектов, расположенных в районе здания Старого вокзала, уже не говоря о высоких эстетических качествах объёмно-планировочного решения пространства площади в зоне охраны исторического наследия. Умение на 100 квадратных метрах воспроизвести в памятниках и объектах все возможные события, произошедшие за последние 150 лет истории города, привело к тому, что все объекты лишились не только визуального ряда восприятия, но и превратились в „певческую частушку“, благодаря усилиям зодчих, сама площадь при этом, как градообразующий объект, просто исчезла»[7] — В. А. Марков, 2013.

## Галерея

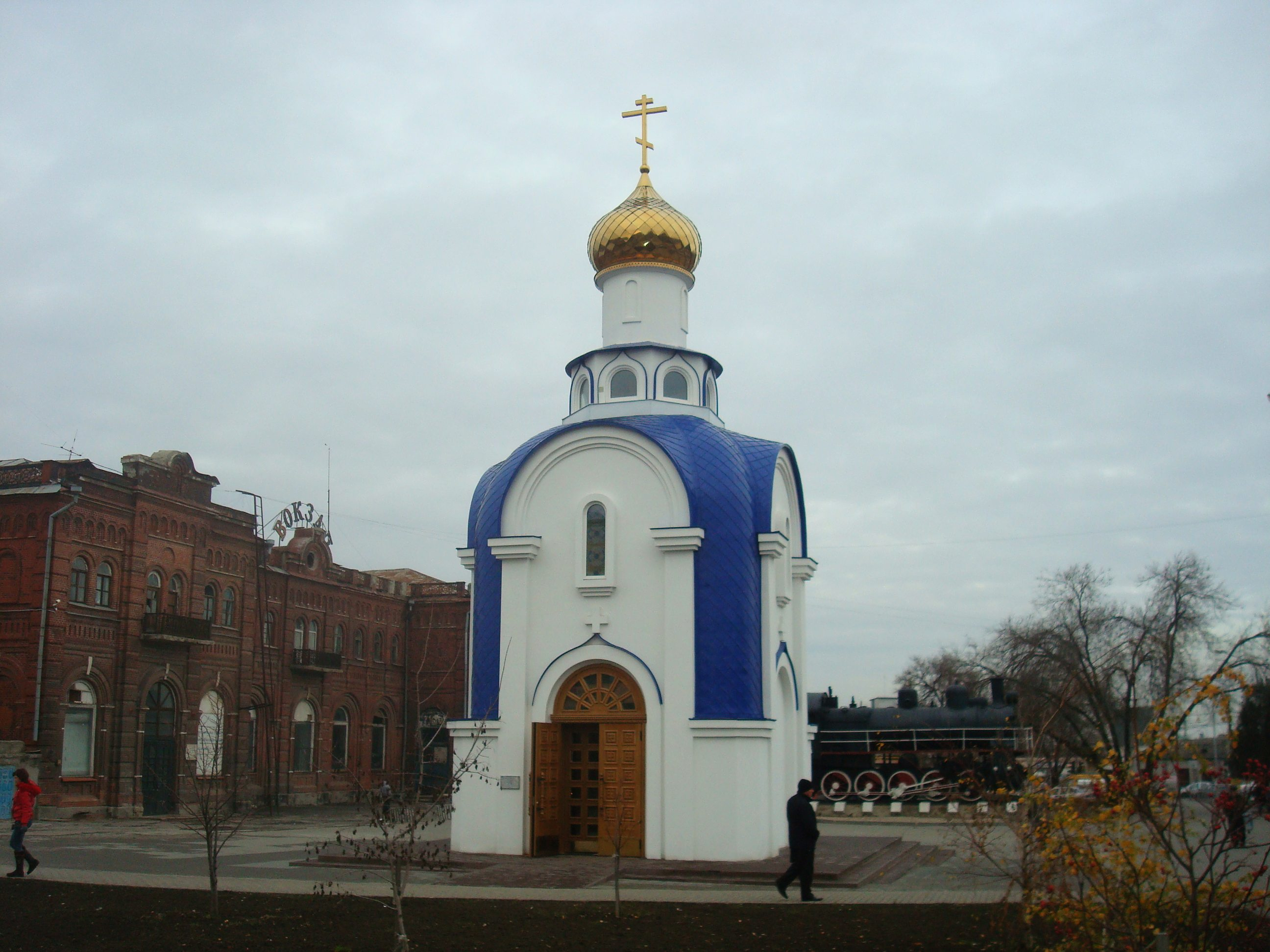
Часовня Казанской иконы Божьей Матери
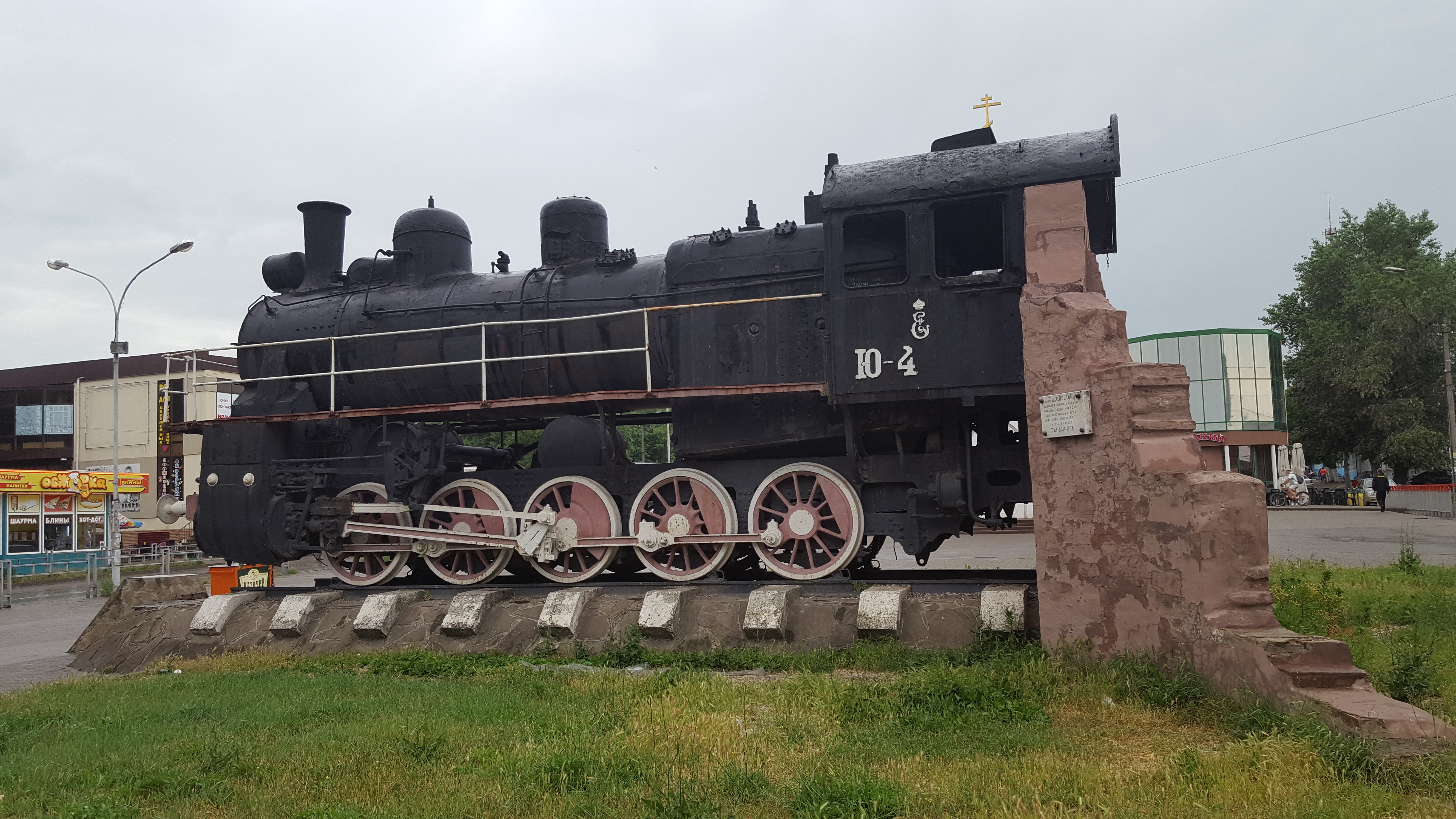
Памятник «Паровоз», вид слева
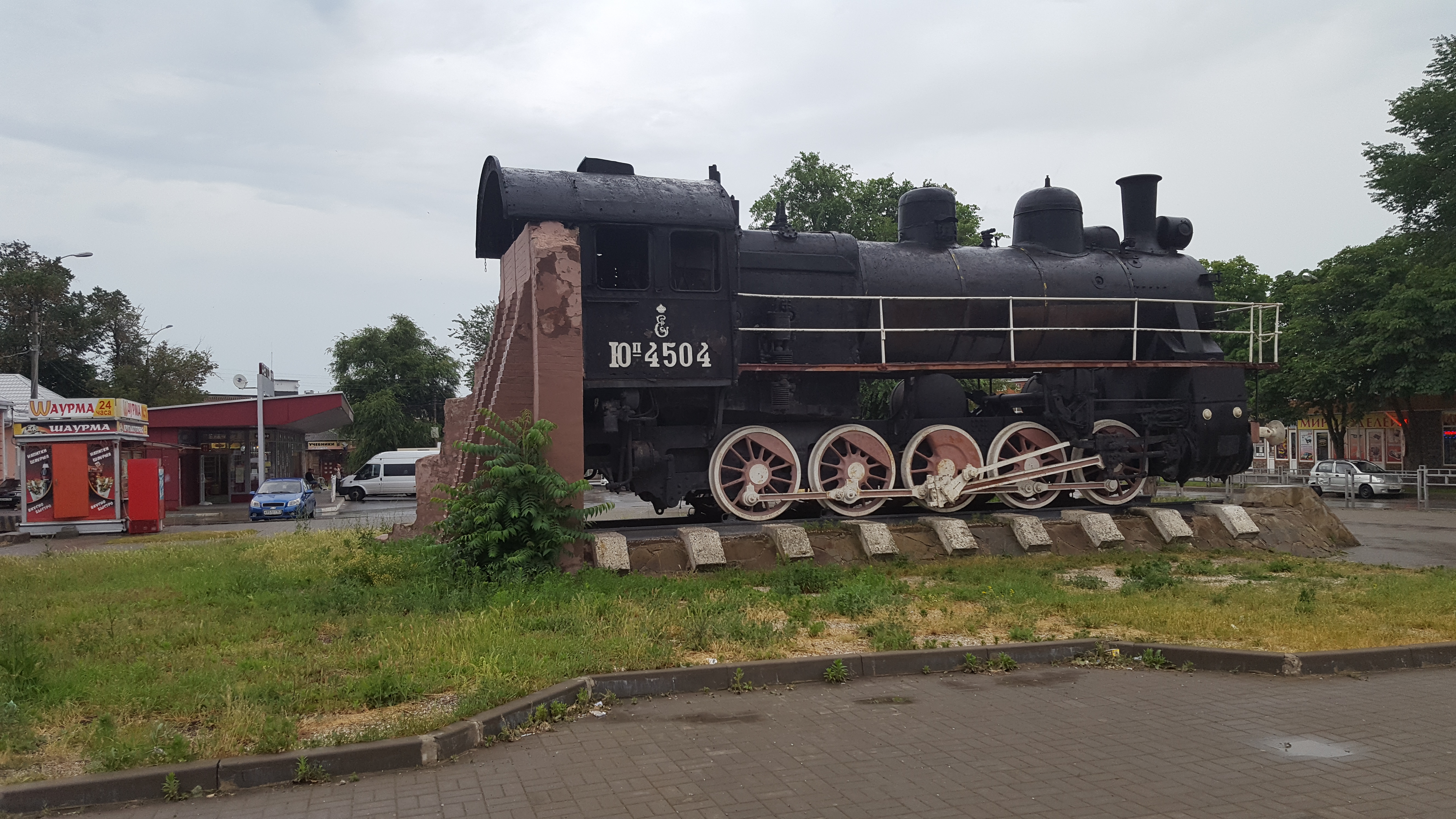
Памятник «Паровоз», вид справа